# Czyste (województwo kujawsko-pomorskie)
Czyste – wieś w Polsce, położona w województwie kujawsko-pomorskim, w powiecie inowrocławskim, w gminie Inowrocław.

## Podział administracyjny
W latach 1975–1998 miejscowość administracyjnie należała do województwa bydgoskiego.

## Historia
Czyste to dawna wieś szlachecka leżąca 6 km na północ od Inowrocławia. Znana była już w XV w., gdy jej właścicielem był rycerz Dominik. Od końca XV w. i przez kolejne 150 lat działy we wsi posiadali Modlibogowie herbu Rola. W tym czasie wieś podlegała parafii w Liszkowie i tam też płaciła dziesięciny. W połowie XVII w. jej właścicielem został Stanisław Ostrowski, ożeniony z Katarzyną Sulikowską. Pod koniec tegoż stulecia dobra Czyste i Łążyn trzymała Dorota Niemojewska, zamężna z Hieronimem Cieńskim herbu Pomian, następnie Andrzej Cieński pełniący szereg wysokich funkcji, m.in. stolnika brzeskokujawskiego i jego sukcesorzy.
Na początku XIX w. od Cieńskich nabył Czyste Rafał Mierzyński herbu Jastrzębiec. Nie był on dobrym gospodarzem, tak więc źle zarządzany majątek został wystawiony na licytację. W 1827 r. wieś nabył Józef Bauditz. Jeszcze w tym samym roku sprzedał on majątek Hermannowi Otto von Krügerowi z Pławina. Z kolei Krügerowie w 1844 r. sprzedali Czyste Ernstowi Leopoldowi Nehringowi, ożenionemu z Herminą Kisielnicką herbu Topór. W skład majątku wchodził też folwark Łążyn. W 1851 r. Czyste za 38 tys. talarów nabył Juliusz Korneliusz Stubenrauch, a Łążyn za 20,7 tys. talarów Krüger. Około 1856 r. właścicielką Czystego była wdowa po Juliuszu, Leopoldina Reinsdorf; w tym okresie wzniesiony został we wsi obecny dwór. Wybudowano go na solidnych, ceglanych fundamentach poprzedniego dworu. W 1860 r. wieś stanowiła dominium o obszarze 1072 mórg. Na terenie domenalnym znajdowało się 8 domów ze 117 mieszkańcami (105 katolików, 9 ewangelików, 3 żydów; w tym 63 analfabetów). Od 1866 r. właścicielem „dóbr rycerskich” Czyste był Manfred Guradze, ożeniony z Sofią Anną Werther. W latach 70. XIX w. w skład dóbr włączono osadę Wolanowo, wcześniej należącą do dóbr Ściborze. W 1909 r. ich łączna powierzchnia wynosiła 302 ha, a czysty dochód wykazywany do potrzeb wyliczenia podatku gruntowego – 5977 marek. W 1910 r. Czyste od Guradzów zakupił syn dotychczasowego dzierżawcy, Maksa Kohnerta – Franz, który 10 lat później sprzedał dobra za prawie 1,3 mln marek Januaremu (Januszowi) Korytowskiemu herbu Mora. Za rządów tegoż, w 1926 r. majątek liczył 302 ha i wykazywał ponad 2000 talarów czystego dochodu gruntowego. W 1929 r. Czyste kupił od Korytowskiego Józef Hoppe herbu własnego (1886-1939), ożeniony z Janiną Bieńkowską herbu Ślepowron. J. Hoppe był znanym działaczem rolniczym, m. in, absolwent wyższej szkoły rolniczo-weterynaryjnej w Monachium, prezesem Zrzeszenia Plantatorów Buraka Cukrowego, odznaczony Krzyżem Polonia Restituta; ona – działaczką Koła Ziemianek pow. inowrocławskiego. Ze związku tego pochodziło pięcioro dzieci, jeden z synów, również Józef pseudonim "sokół", od 1939 w konspiracji, potem walczył w Powstaniu Warszawskim, w I Obwódzie "Radwan" - IV zgrupowanie "Gurt" - 1. kompanii - pluton 332 Wojskowa Służba Ochrony Powstania.
Józef Hoppe senior po wybuchu wojny został aresztowany przez Niemców. Zginął w czasie „Makabrycznej Nocy” z 22/23 października 1939 r. w inowrocławskim więzieniu, kiedy to pijany Ulrich Jahnz z Palczyna wraz z landratem Otto Christianem Hirschfeldem urządzili sobie "zabawę" polegającą na losowym zabijaniu więźniów. W czasie II wojny światowej majątek pod zarządem niemieckim nazywał się Reinfeld. Od 1946 r. dobra te stały się własnością Skarbu Państwa Polskiego. Początkowo dwór został zaadaptowany na mieszkania, następnie opuszczony. Kilka lat temu zamurowano okna i drzwi, jednak nie powstrzymało to chętnych do "zwiedzania" i aktualnie dwór ponownie jest dostępny dla "eksploratorów".

## Demografia
Według Narodowego Spisu Powszechnego (III 2011 r.) wieś liczyła 139 mieszkańców. Jest 33. co do wielkości miejscowością gminy Inowrocław.

## Zabytki
Według rejestru zabytków NID na listę zabytków wpisany jest zespół dworski z poł. XIX w., nr rej.: 116/A z 26.04.1984:
- dwór z połowy XIX w.

### Opis
Budynek o cechach klasycystycznych. Piętrowy na planie prostokąta, z czterospadowym dachem. Skromny portyk kolumnowy podtrzymujący balkon. Od frontu znajdował się kolisty podjazd z gazonem zdobionym świerkami kłującymi.
Z lewej strony dobudowana na początku XX wieku oficyna. W 2012 dach i podłoga pierwszego piętra w ww. oficynie były jeszcze całe. W 2014 roku były już częściowo zawalone i podparte belkami. W roku 2019 dach oficyny zawalił się niemal całkowicie.

### Park
Park z 2 poł. XIX w. o pow. 6 ha. Rośnie tu cenny starodrzew m.in.: lipy drobnolistne, wiązy polne, jesiony wyniosłe, topole czarne oraz kasztanowce białe. Podszyt tworzą bzy lilaki, śnieguliczka białojagodowa, karagana syberyjska oraz bez czarny. Park jest zdziczały, o zatartym dawnym układzie przestrzennym, mimo tego stanowi ciekawy, zielony akcent wśród otaczających go pól. Niestety, obecnie jest też zaśmiecony.